# Elysia flavomacula
Elysia flavomacula is een slakkensoort uit de familie van de Plakobranchidae. De wetenschappelijke naam van de soort is voor het eerst geldig gepubliceerd in 1990 door K.R. Jensen.